# Bačkov (Slovacchia)
Bačkov (in ungherese Bacskó) è un comune della Slovacchia facente parte del distretto di Trebišov, nella regione di Košice.